# Jens Christian Spidberg
Jens Christian Spidberg (født 8. december 1684 i Skiptvet i Smålenene, død 4. april 1762 i Kristiansand) var en norsk biskop. 
Faderen, Anders Lauritsen Spidberg, var sognepræst. Jens Christian Spidberg gik aldrig i skole, men blev undervist af sin fader og af denne dimitteret 1701. Derefter tilbragte han atter 6 år i hjemmet, 
hvor han ved siden af teologi og sprogstudier med stor iver lagde sig efter naturvidenskab og matematik. I 1708 tog han teologisk eksamen og opholdt sig ved universitetet, indtil han 1710 blev kapellan hos sin gamle fader. Ved dennes død 1711 modtog Spidberg en kortvarig ansættelse som præst i Tanum i Båhuslen, der var besat af de norske, hvorefter han i 3 år virkede som feltpræst ved de trondhjemske troppeafdelinger. Da denne post inddrogs, fik han anledning til at komme udenlands; han lå et års tid ved universitetet i Kiel og besøgte forskellige stæder i Nordtyskland. Efter hjemkomsten var han i 3 år skibspræst på Elefanten. I 1721 udnævntes han til stiftsprovst i Kristiansand og tilbragte her Resten af sit liv, 41 år. Spidberg blev 1722 magister, 1756 medlem af Videnskabernes Selskab i København. I en meget fremrykket alder udnævntes han 1759 til biskop i Kristiansands Stift, og året efter blev han fraværende kreeret til doktor i teologien.
Ved siden af nidkær opfyldelse af sine embedspligter fik Spidberg tid til i stor udstrækning at hengive sig til de videnskabelige sysler, som fra hans tidlige ungdom havde været hans lyst. Det var først og fremmest naturvidenskaberne, som interesserede ham. Litteraturen høstede ikke meget udbytte deraf, da han kun har udgivet nogle iagttagelser om nordlyset og et par afhandlinger om jordskælv i Norge. Frugter af hans forskninger kom hyppigere frem i private meddelelser til de mange videnskabsmænd hjemme og i udlandet, med hvem han stod i forbindelse. Han nød ikke liden anseelse i den lærde verden, navnlig som grundig kender af den norske natur. Gram skriver om ham, at ingen var bedre skikket til at behandle Norges naturhistorie; "var han ikke Præst, burde han have en god Pension for at rejse hele 
Norge igjennem paa langs og paa tværs for at gjøre Observationer". Han syslede også med historiske og topografiske arbejder, fornemmelig vedkommende Kristiansands by og stift. En uoprettelig ulykke rammede ham i 1734, da en ildebrand, som ødelagde en stor del af byen, berøvede ham alt, hvad han ejede, deriblandt hans udmærkede bibliotek på 6000 bind tillige med hans matematiske instrumenter, manuskripter og samlinger.